# Lill-Mårdsjön (naturreservat)
Lill-Mårdsjön är ett naturreservat i Sollefteå kommun i Västernorrlands län.
Området är naturskyddat sedan 2009 och är 150 hektar stort. Reservatet omfattar Lill-Mårdsjön och Lill-Mårdsjöbäcken som rinner därifrån till Nässjön. I bäcken finns flodpärlmussla.